# Eclissi solare dell'11 luglio 2010
L'eclissi solare dell'11 luglio 2010 è un evento astronomico che ha avuto luogo il suddetto giorno dalle ore 17:09 UTC alle 21:57 UTC; la durata della fase massima dell'eclissi è stata di 5 minuti e 20 secondi e l'ombra lunare sulla superficie terrestre raggiunse una larghezza di 259 km. La Luna ha coperto completamente il sole in alcune zone, l'eclissi maggiore è stata visibile alle coordinate 19.7S 121.9W, in pieno oceano, al largo delle Isole Pitcairn, alle ore 19:34 UTC.
È stata visibile in tutto l'Oceano Pacifico centrale, sud-orientale, dalla Polinesia francese, dalle Isole Cook, dall'Isola di Pasqua e nelle fasi finali, anche dall'America del Sud.
L'eclissi dell'11 luglio 2010 è stata la seconda eclissi solare nel 2010 e la 20ª nel XXI secolo. La precedente eclissi solare si è verificata il 15 gennaio 2010, la seguente il 4 gennaio 2011.

## Eclissi correlate

### Eclissi solari 2008 - 2011
Questa eclissi è un membro di una serie semestrale. Un'eclissi in una serie semestrale di eclissi solari si ripete approssimativamente ogni 177 giorni e 4 ore (un semestre) in nodi alternati dell'orbita della Luna.

### Ciclo di Saros 146
L'evento fa parte del ciclo di Saros 146, che si ripete ogni 18 anni, 11 giorni, contenente 76 eventi. La serie è iniziata con un'eclissi solare parziale il 19 settembre 1541. Comprende eclissi totali dal 29 maggio 1938 al 7 ottobre 2154, eclissi ibride dal 17 ottobre 2172 al 20 novembre 2226 ed eclissi anulari dal 1º dicembre 2244 al 10 agosto 2659. La serie termina al membro 76 con un'eclissi parziale il 29 dicembre 2893. La durata più lunga della totalità nella serie è stata di 5 minuti, 21 secondi il 30 giugno 1992.

## Particolarità
Quella dell'11 luglio 2010 è stata la prima eclissi solare totale da 1400 anni a colpire l'isola di Pasqua, dove molte persone hanno approfittato dell'atmosfera "paranormale" per scattare suggestive foto con il sole coperto e le caratteristiche statue.

## Simulazione zona d'ombra

Ombra generata dall'eclissi.

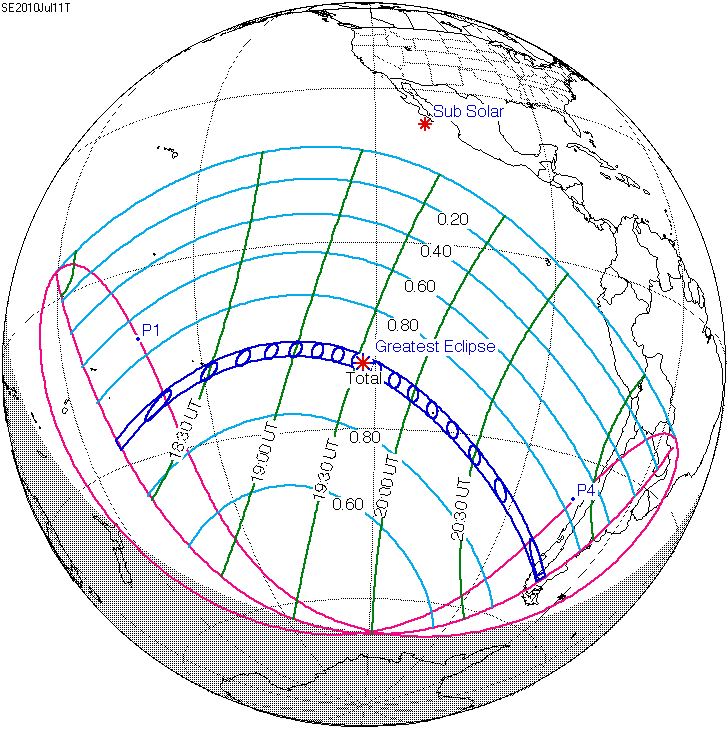
Mappa eclissi.